# Acanthocercus adramitanus
Espèce
Synonymes
- Agama adramitana Anderson, 1896

Statut de conservation UICN

 LC  : Préoccupation mineure
Acanthocercus adramitanus est une espèce de sauriens de la famille des Agamidae.

## Répartition
Cette espèce se rencontre en Oman, au Yémen et dans le Sud-Ouest de l'Arabie saoudite.

## Description
C'est un agame terrestre, présentant une teinte bleue soutenue.

## Publication originale
- Anderson, 1896 : A Contribution to the Herpetology of Arabia, with a preliminary list of the reptiles and batrachians of Egypt. London, R. H. Porter, p. 1-124 (texte intégral).